# 凱美拉宮
凱美拉宮（烏克蘭語：Будинок з химерами，羅馬化：Budynok z khymeramy，一譯克米拉米屋）或稱霍羅德茨基之屋（以其建築師瓦迪斯瓦夫·霍羅德茨基命名）是一座位於烏克蘭首都基輔雷普克歷史街區的新藝術風格建築。此建築位於班科瓦街10號，與烏克蘭總統辦公室隔街相望，自2005年以來一直用作總統官邸，用於官方和外交儀式。 由於靠近總統辦公樓，建築前的街道已被封閉，成為巡邏用的步行區。
這座由波蘭建築師弗拉迪斯拉夫·霍羅傑茨基於1901至1902年間建造的凱美拉宮，最初作為他本人的高級公寓。但隨著時間的推移，霍羅傑茨基因財務困難不得不出售此建築，之後它多次易主，最終由烏克蘭共產黨接管，並改作診所之用，直至2000年代初。 後來建築被騰空後，其內外裝飾按照霍羅傑茨基最初的計劃進行了全面重建和修復。
這座建築以其裝飾的奇異動物和狩獵場景雕塑而聞名，這是由於霍羅傑茨基本身熱愛打獵。這些雕塑由意大利建築師埃米利奧·薩拉所創作。 屋名「克米拉米」並非指神話中的奇美拉，而是指一種建築風格；建築物上應用了由動物形象作為裝飾元素的奇美拉裝飾。霍羅傑茨基獨特的建築風格使他被稱為基輔的高迪。

## 歷史

### 興建與早期歷史
凱美拉宮由波蘭建築師弗拉迪斯拉夫·霍羅傑茨基於1901至1902年間設計。 霍羅傑茨基於1863年出生於波多利亞地區一個富有的波蘭什拉赫塔（貴族）家庭。 1890年畢業於聖彼得堡的帝國藝術學院後，他搬到基輔，並在那裡生活了近30年。 在建造凱美拉宮期間，霍羅傑茨基已經是一位著名的基輔建築師，他與他的密友兼合作夥伴工程師安東·施特勞斯一起設計並建造了許多城市建築，包括聖尼古拉羅馬天主教大教堂、卡拉伊特肯薩和今天的烏克蘭國家藝術博物館。除了建築外，霍羅傑茨基還對大型狩獵深感興趣， 這解釋了為什麼他的建築有許多動物雕塑。

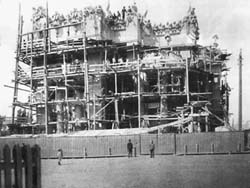
1902年興建中的凱美拉宮

霍羅傑茨基為建築這座房子籌集資金而借錢，並打算將其作為其私人公寓大樓。 每層樓形成一個單獨的公寓，通過電梯和樓梯連接。 霍羅傑茨基自己居住在建築的第四層，面積約為380 m2（4,100 sq ft）。
霍羅傑茨基於1901年2月1日購買了第一塊土地，並於同年3月18日開始施工。外牆施工於8月21日完成，屋頂安裝和所有砌體工程於9月13日完成。 由於俄羅斯帝國的經濟不景氣，建築的竣工時間一直推遲。1903年5月，只有最低層的一所公寓和霍羅傑茨基自己的公寓有人入住。 土地和建設的總成本為133,000盧布。 共使用了1,550 m2（16,700 sq ft）的土地來建造這座建築，總成本為15,640盧布。 預計的年租金收益為7,200盧布。由於霍羅傑茨基堅持要有新鮮的牛奶，建築內有一個牛棚， 而牛棚的位置經特別設計，以避免牛的氣味影響租戶。在建築旁邊，有一個迷你岩石花園（約320 m2或3,400 sq ft）和一個噴泉。
1912年7月，由於財務管理不善，加上沉迷 狩獵，霍羅傑茨基將這座建築抵押給基輔互助信貸協會。 次年，霍羅傑茨基無法償還貸款，而這座建築隨即被拍賣， 由一位基輔商人的兒子、工程師丹尼爾·巴拉霍夫斯基所擁有； 巴拉霍夫斯基同時也是布拉戈達廷斯科糖廠董事會主席， 以及基輔的法國領事代理。 1916年，這座房子屬於布拉戈達廷斯科糖廠。 1918年，建築的擁有權再次易手，變成薩繆爾·內梅茨的財產。 1921年，布爾什維克控制基輔後，基輔軍事區的幾個部門在凱美拉宮設立辦公室。

### 1921–2002年
俄國革命後的烏克蘭局勢動蕩，凱美拉宮被國有化，後來轉變為共用公寓。每個公寓約有九到十個家庭住在一起。在第二次世界大戰（1941–1943年）期間，建築被廢棄。由於戰爭期間暴露在惡劣的環境中，凱美拉宮的結構受到嚴重損壞。 戰後，建築短暫用作從伊萬·弗蘭科劇院撤離的演員的住所；但是，烏克蘭蘇維埃社會主義共和國的共產黨中央委員會接管了凱美拉宮，並將其改造成為精英的第一診所。這家診所一直使用這座建築直到20世紀末。期間，建築幾乎裂成兩半。一部分下沉了22 cm（9英寸），並形成了一條寬約40 cm（16英寸）的主要垂直裂縫。建築的一些建築細節要麼被剝落，要麼出現了裂縫。
凱美拉宮的修復工作計劃於2002年進行，但診所的運營者不願意離開，因為他們已經使用了這座建築超過40年。為了迫使佔用者搬出這座建築，工人們封閉了所有的窗戶，並威脅如果診所不騰空房屋，也會封閉門窗。後來，時任總統列昂尼德·庫奇馬介入事件才能迫使診所內的人員完全撤離。

### 重建與官方用途

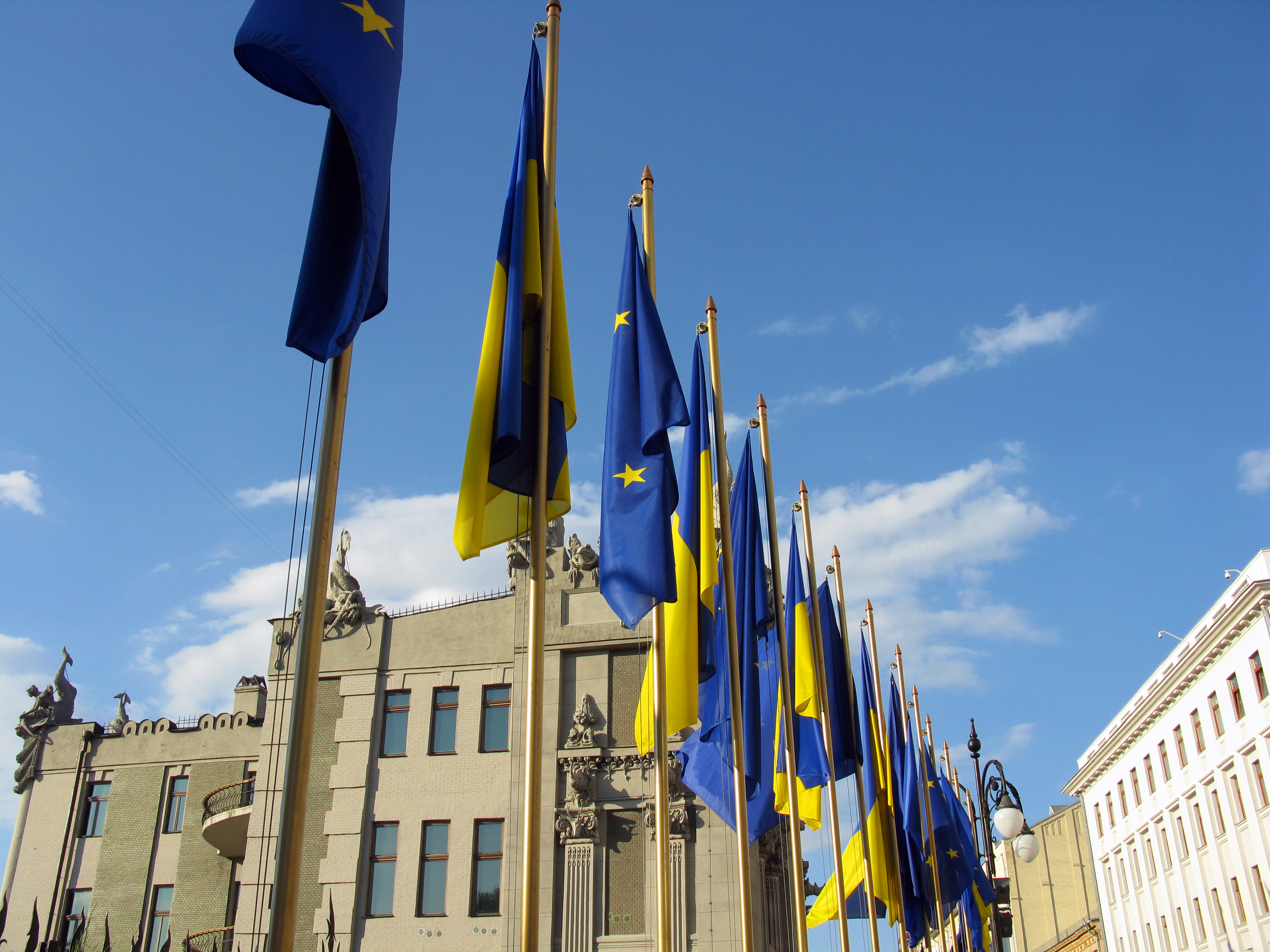
在官方活動期間，建築前懸掛的烏克蘭和歐洲聯盟旗幟

在由娜塔莉亞·科先科領導的「烏克蘭國家資訊基礎設施修復計畫」（UkrNIIProektRestavratsiya）進行的修復期間， 工人們挖掘出了整個下層樓層，這些樓層在蘇聯時期被填充以加強建築的基礎， 導致精緻的內部裝飾需要完全重新修復。在庭院裡，修復人員放置了一個人工湖、噴泉和一個迷你花園，這些都是霍羅傑茨基興建凱美拉宮最初計劃中的一部分。
凱美拉宮於2004年11月作重新開放，被媒體譽為「烏克蘭國家藝術館的精心傑作」。 預計這座建築將同時作為博物館和總統會見國賓的場所。2005年4月，基輔市議會提交了一項法案， 向烏克蘭政府申請1.04億格里夫納（約2000萬美元）用於凱美拉宮的修復和整修。 議會還允許烏克蘭政府在建築前建設一個新的廣場（封閉所有汽車交通），用於官方儀式。
自2005年5月以來，凱美拉宮成為官方的總統官邸， 用於官方和外交儀式。 在2006年12月22日俄羅斯總統弗拉基米爾·普京訪問基輔時，凱美拉宮被用作烏克蘭總統維克多·尤先科和普京的會議場所。 建築內包括會議室、面對面談話室、簽署官方文件的房間以及專門的新聞發布室。

## 建築

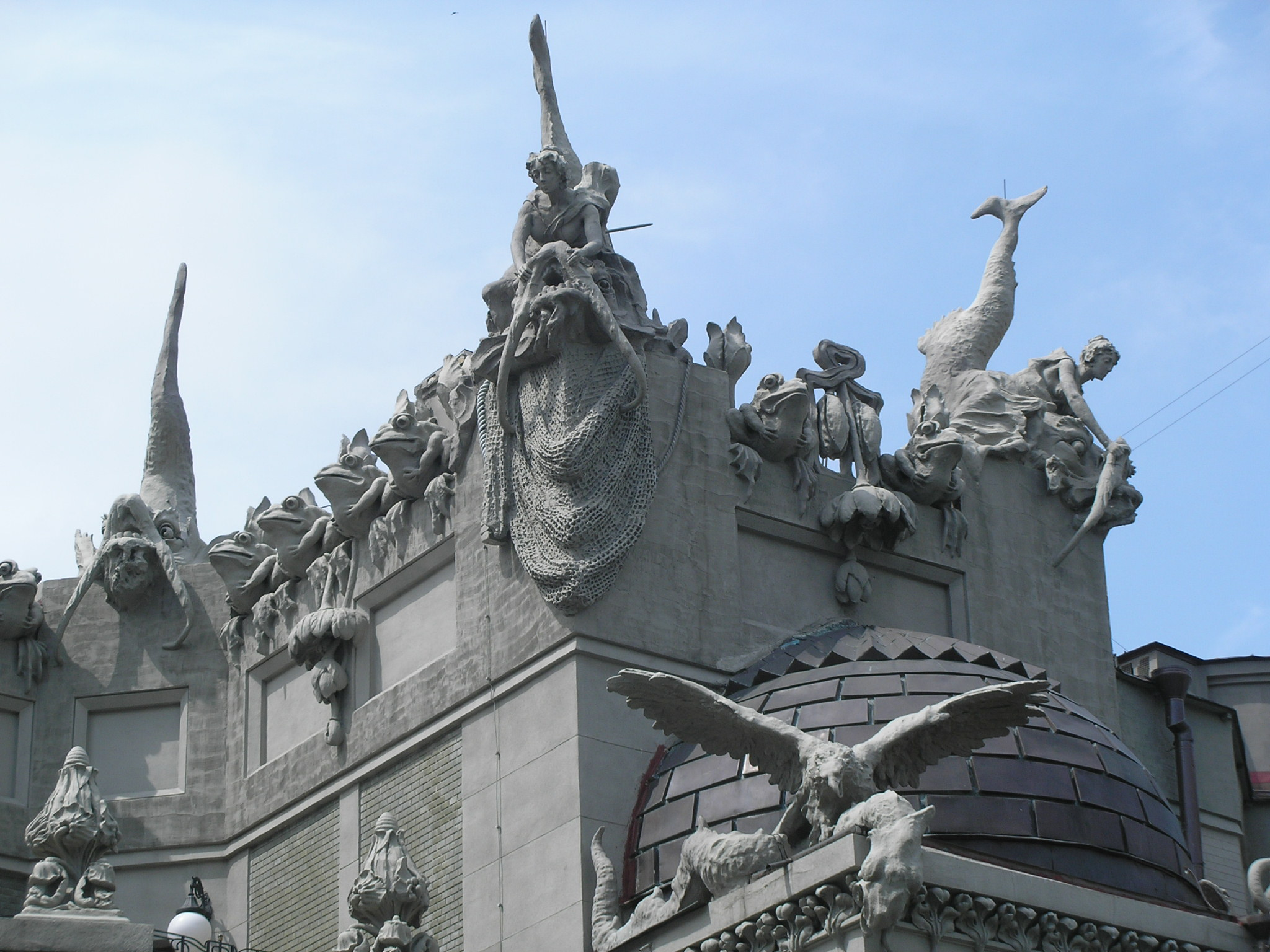
由埃米利奧·薩拉設計的美人魚、兩棲動物及其他生物的雕塑細節

凱美拉宮採用了新藝術風格，這在當時是一種相對較新的風格，特點是流動的、曲線的設計，經常包含花卉和其他植物的靈感圖案。霍羅傑茨基在建築的外部裝飾中融入了這些圖案，以神話生物和大獵動物的形式出現。他設計凱美拉宮的成就使他贏得了基輔的高迪的綽號。
由於凱美拉宮所處的陡坡，它必須特別用混凝土設計以正確地嵌入其地基中。從正面看，建築似乎只有三層。然而，從後面看，所有六層樓都可以看到。 建築地基的一部分是由混凝土樁構成，另一部分則是連續地基。通常，這兩種方法不會很好地混合，但霍羅傑茨基設法克服了這一技術問題。
意大利雕塑家埃米利奧·薩拉負責凱美拉宮內部和外部的雕塑裝飾，如建築屋頂上的美人魚、海豚和青蛙，外牆上的沉船和狩獵獎品，以及豪華的內部裝飾，如宏偉的樓梯和描繪大鯰魚纏繞在蓮花莖上的燭台。外部雕塑由薩拉創作，是用水泥製成的。水泥的生產由霍羅傑茨基擔任共同董事的«For»公司負責。 應公司的首席董事里希特的要求，水泥被特意用作主要建築材料。 在建築施工時，水泥並不流行作為建築材料，因此其使用既是為了宣傳房屋，也是為了宣傳這種建築材料。

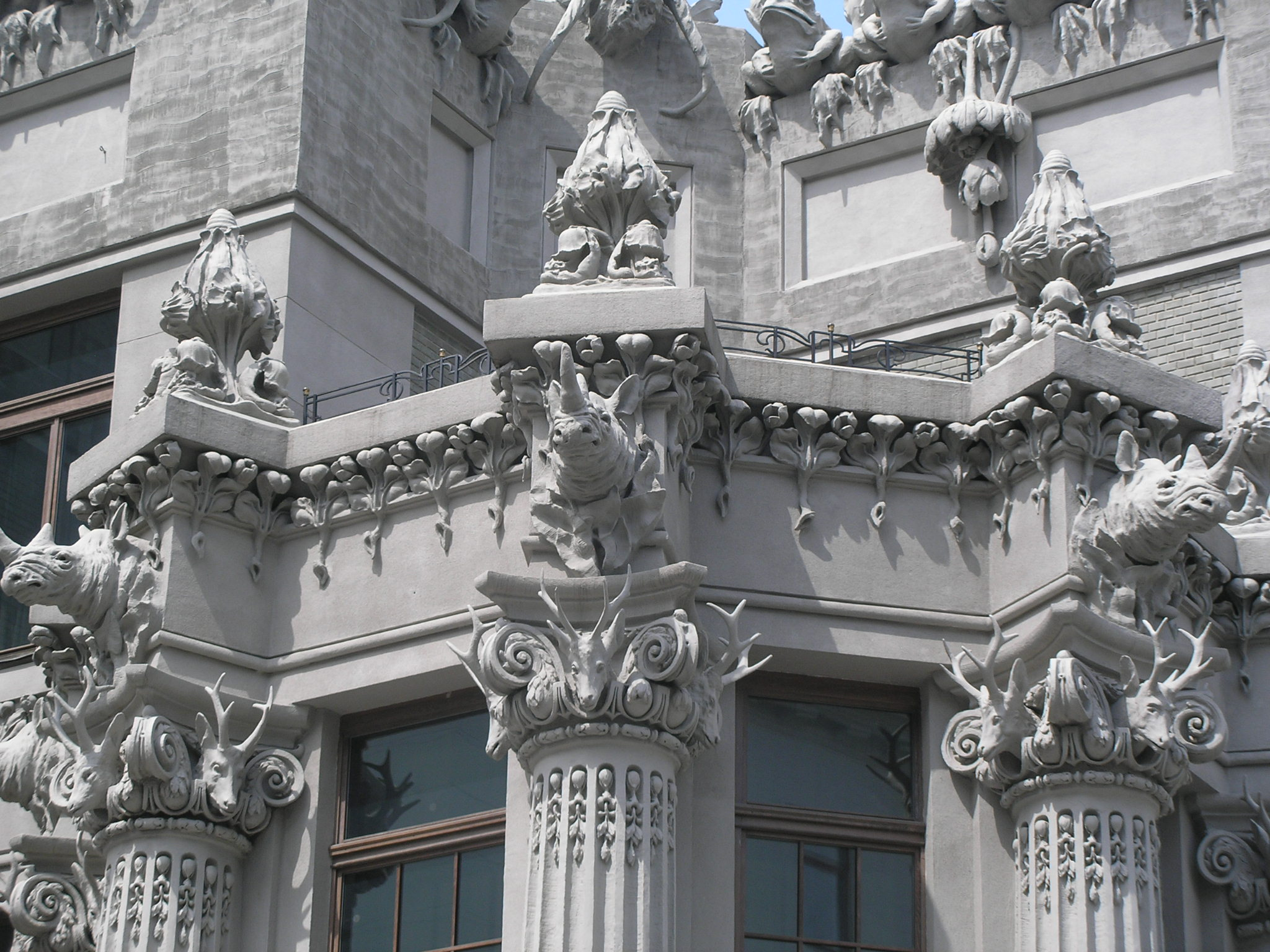
精美的水泥裝飾，展示了鹿和犀牛等
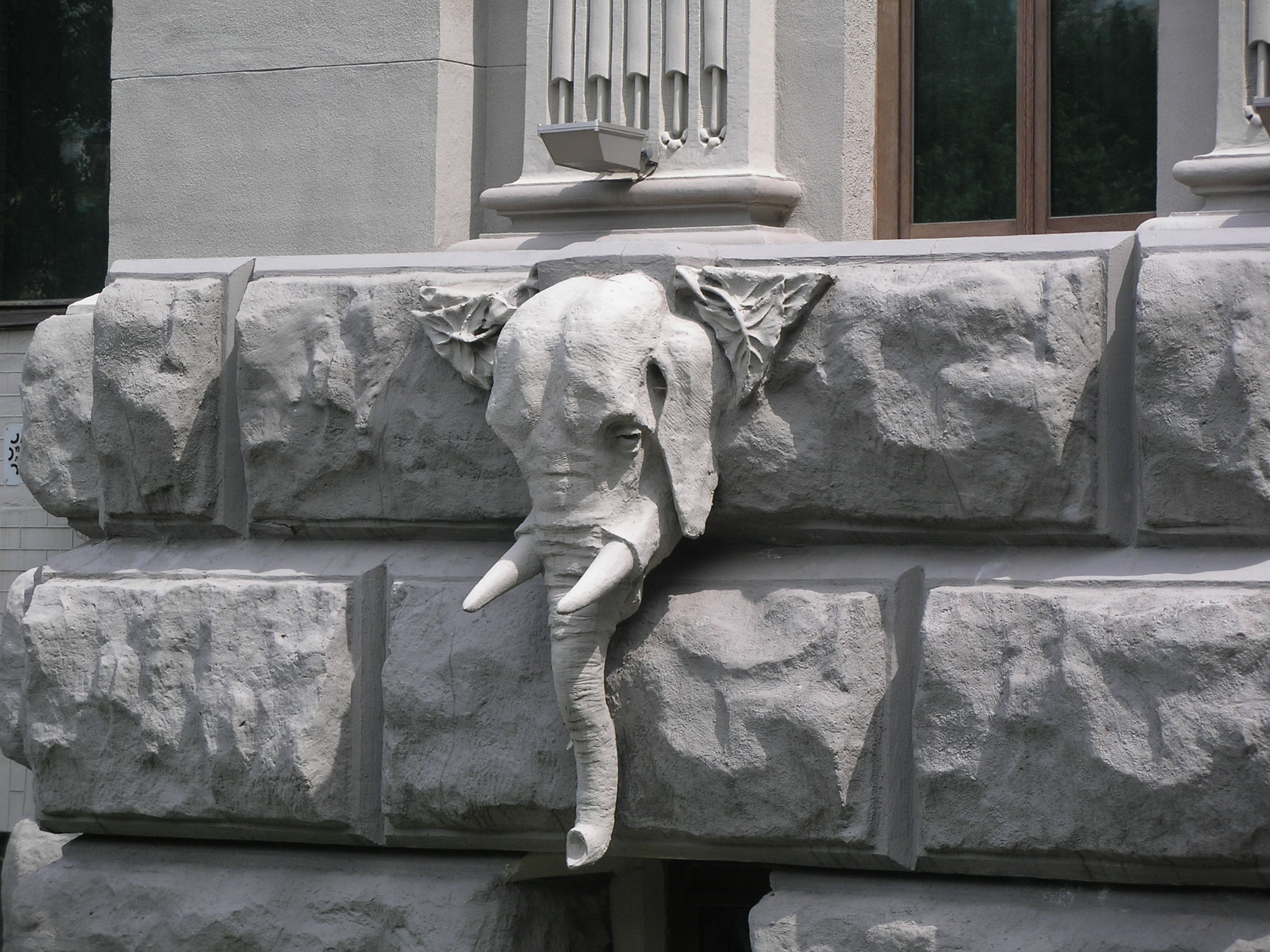
房子內有有趣的雕刻，如這個大象頭滴水嘴
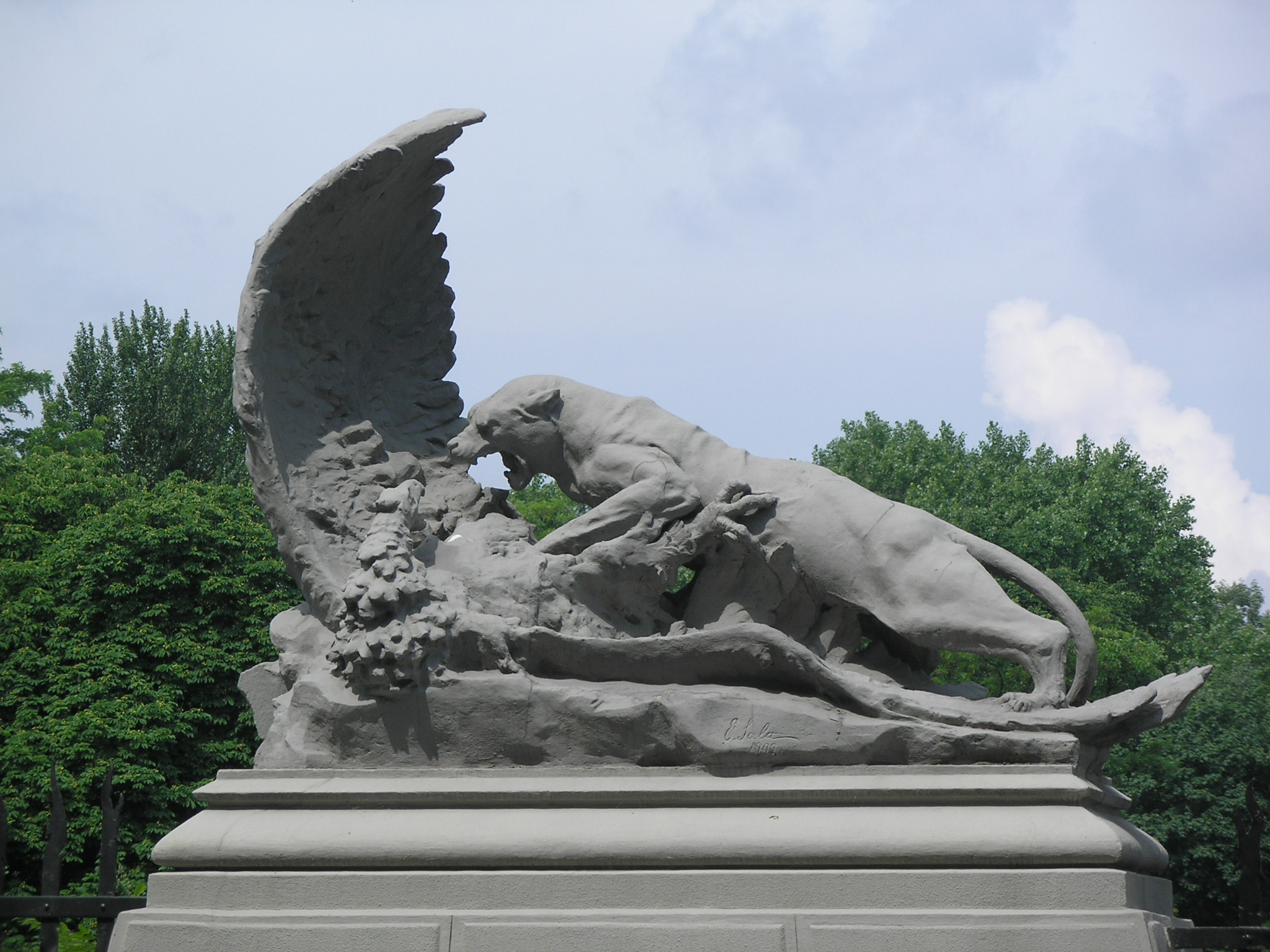
建築周圍的許多雕像之一

### 平面圖

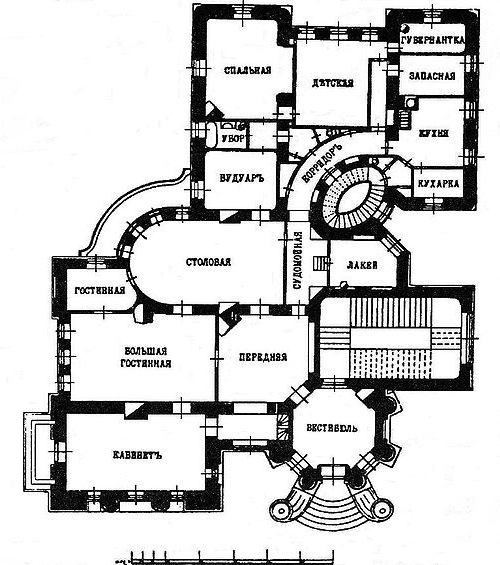
霍羅傑茨基原始的藍圖，其位於六樓的公寓；20世紀初

凱美拉宮的設計是讓每層樓都有一個租戶入住，而每層樓都有一個家庭必有的房間，包括私人廚房以及洗手間。開放的平面圖和遍佈建築的額外房間是20世紀初富人住宅的特徵。 總面積為3,309.5 m2（35,623.16 sq ft）。
建築的最低層位於山丘深處，有兩個馬廄、兩個車夫房間、共用的洗衣房和兩個獨立的公寓。這兩個公寓中的每一個都包括一個門廳、廚房、一個浴室和一個儲藏室。第一個公寓有兩個居住房間，第二個有三個房間。 每個樓層以上的樓層都設計為只容納一個公寓。
二樓的公寓包括六個居住房間，此外還有一個門廳、廚房、餐具室、三個僕人房間、一個浴室、兩個廁所和兩個儲藏室。同一層樓還有四個酒窖。 這些酒窖屬於上層公寓。三樓的公寓包括八個居住房間、一個門廳、一個廚房、一個洗碗房、兩個僕人房間、一個浴室和兩個廁所。 這個公寓的前入口稍微低於班科瓦街的水平。
最大的公寓屬於霍羅傑茨基，包括一個書房、一個大廳和一個客廳、一個餐廳、一個閨房、一個臥室、一個兒童房、一個女家庭教師房、一個客房、三個僕人房、一個廚房、一個洗碗房、一個浴室、兩個廁所和兩個儲藏室。 上一層的公寓在大小和設計上類似於霍羅傑茨基的公寓。 頂層的公寓少了一個房間；為了彌補這一點，有一個連接的露台，可以俯瞰城市的全景。

## 傳說

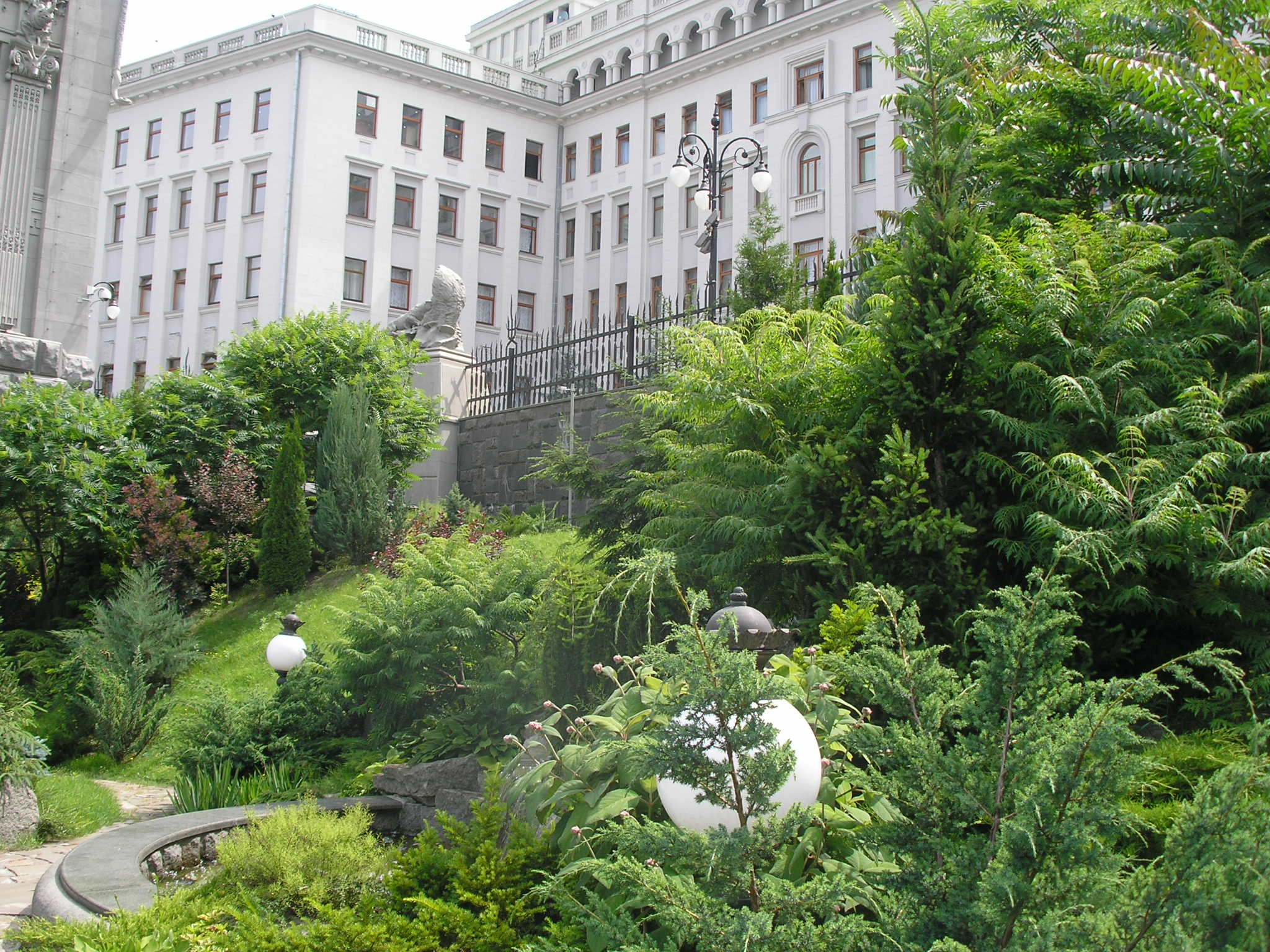
與總統總統辦公樓相鄰的建築花園

多年來，凱美拉宮的奇異獨特產生了許多傳說，並在指南或報紙上反覆刊載，但這些故事要麼不真實，要麼缺乏任何可驗證的來源。
根據第一個傳說，弗拉迪斯拉夫·霍羅傑茨基的女兒因某個不幸的戀情或家庭爭執而跳入第聶伯河自殺。 結果，霍羅傑茨基變得癲狂，建造了這座陰鬱的房子以紀念他的女兒。
第二個傳說是，霍羅傑茨基與其他建築師，包括亞歷山大·斯科別列夫打賭，後者試圖證明在這樣的地形上建造房子是不可能的，因為該地塊（靠近伊萬·弗蘭科劇院）懸掛在一個沼澤（Koz'ye boloto）上。基輔建築委員會禁止在這個特定地塊上建設任何建築物，但最終建築的建成讓霍羅傑茨基贏得了這場賭注。
根據第三個傳說，霍羅傑茨基在1913年詛咒了這座建築（由於他無法償還債權人）；所有住戶都將不幸或遭遇財務困境。有一個故事說，所有租用這座建築部分的企業要么破產，要么資金被盜，要么被解散。

### 腳註
1. 1 2  乌克兰法律. 內閣部長法令 No. 340: 關於基輔班科瓦街10號房屋增加政府官邸身份的法令，引用于2005-05-11。(乌克兰语)
2. 1 2  Shokalo, Marta. . BBC烏克蘭. 2005-04-01  [2006-09-30]. （原始内容存档于2023-06-26） （乌克兰语）.
3. 1 2 3 4 5  Ivashko, Yuliya. . Vash Kiev.   [2006-07-14]. （原始内容存档于2012-02-06） （俄语）.
4. 1 2 3 4 5 6 7 8 9 10 11 12  Ivanenko 2004
5. 1 2 3 4  . 文尼察地區卡·蒂米里亞澤夫科學圖書館. 2003-05-20  [2007-07-14]. （原始内容存档于September 28, 2007） （乌克兰语）.
6. 1 2  Rinkus, Sonya. . elementmoscow.ru.   [2006-09-30]. （原始内容存档于2007-11-09）.
7. 1 2 3 4  Kalnitsky, Mikhail. . 基輔報179（2984）. 2003-08-19  [2006-07-14]. （原始内容存档于2018-08-20） （俄语）.
8. 1 2 3 4 5 6 7 8 9 10  Malakov 1999，第?頁
9. 1 2 3  Malikenaite 2003，第50.頁
10. 1 2 3 4 5  Malakov 1999.
11. ↑  Fyodorovskaya, Olga. . Ukrainskiy Dom.   [2006-07-14]. （原始内容存档于September 29, 2007） （俄语）.
12. 1 2  . 烏克蘭總統官網.   [2008-03-20]. （原始内容存档于2008-04-25）.
13. 1 2  乌克兰法律. 內閣部長法令 No. 829-р: 關於認可在基輔班科瓦街10號進行的建築修復和政府紀念碑的修復工程及承包公司的法令，引用于2003-12-31。(乌克兰语)
14. ↑  . Korrespondent (Bigmir-Internet). 2004-11-19  [2007-07-12]. （原始内容存档于September 27, 2007） （乌克兰语）.
15. ↑  基輔市議會法令 的存檔，存档日期2007-07-07. 基輔市議會法令第380/2955號：關於允許將班科瓦街10號建築的所有權變更為政府機構，並允許進行建築修復和修繕工作的法令 的存檔，存档日期2007-09-27.。於2005年4月21日通過。（烏克蘭語）
16. 1 2  . proUA. 2004-11-19  [2006-09-30]. （原始内容存档于2007-09-30） （乌克兰语）.
17. ↑  .   [2024-06-21]. （原始内容存档于2024-03-19）.
18. ↑  . Korrespondent (Bigmir-Internet). 2006-12-22  [2007-07-12]. （原始内容存档于2022-05-12） （俄语）.
19. ↑  Yasiievych 1988，第93.頁
20. 1 2  Zharikov 1983–1986，第38.頁
21. 1 2  Klymenko, Sergiy. . 基輔照片.   [2006-09-30]. （原始内容存档于2005-03-10） （乌克兰语及俄语）.
22. ↑  explorer. . 人民真理. 2007-07-05  [2006-07-14]. （原始内容存档于2011-07-25） （乌克兰语）.
23. 1 2  Ivanenko 2004.
24. ↑  Savchuk 1996，第95.頁
25. 1 2  Pavlovsky, Viktor. . 基輔資訊. Optima Tours.   [2006-02-16]. （原始内容存档于2023-09-06）.